# Бердвистел, Рэй
Рэй Бердвистел (англ. Ray Birdwhistell; 28 сентября 1918, Цинциннати, Огайо, США — 19 октября 1994) — американский антрополог, один из основателей науки кинесики. Термин был придуман Р. Бердвистелом и под ним он понимал изучение в комплексе: лицевой экспрессии, позы, походки, а также видимые движения рук и тела. Он считал, что только 35 % информации при социальной интеракции передается при помощи слов, остальная часть приходится на невербальную экспрессию. Бердвистел считал, что язык тела большей частью определяется культурной средой, а не универсальными генетическими программами. Поэтому его ученикам приходилось изучать дополнительно такие науки как антропологию и лингвистику. Он также тесно сотрудничал с такими учеными как Маргарет Мид, Грегори Бейтсон, а позже с Erving Goffman и Dell Hymes.

## Краткая биография
Р. Бердвистел родился в Цинциннати 28 сентября 1918 года умер 19 октября 1994 года. Ходил в школу в Огайо, был участником исторического и дебат клуба, наряду с этим участвовал в школьных спектаклях и увлекался журналистикой. Бердвистел получил степень бакалавра социологии в 1940 году в Университете Майями в Огайо, а в 1941 году степень магистра антропологии в Государственном Университете Огайо. Степень доктора он получил в 1951 году в Чикагском Университете, где он учился с Lloyd Warner и Fred Eggan.
С 1944 по 1946 год, Бердвистел писал свою диссертационную работу живя в индейском племени ктунаха, где он заметил интересный факт, что члены племени которые говорили на английском двигались и вели себя отлично от своих сородичей, говорящих только на родном языке. Это наблюдение и подтолкнуло его к более подробному изучению языка телодвижений.

## Теория анализа невербального языка
В терминологии Р. Бердвистела минимальная единица жестового кода, соответствующая звуку и фонеме словесной речи, называется кине и кинемой соответственно. Кине — это мельчайший воспринимаемый элемент телодвижения, например поднимание и опускание бровей (bÙÚ); это же движение, повторенное несколько раз как единый сигнал, за которым следует возвращение в (исходную) позицию О, образует кинему. Кинемы сочетаются между собой и присоединяются к другим формам кинесики, которые функционируют наподобие префиксов, суффиксов, инфиксов и трансфиксов; в результате образуются единицы высшего порядка: кинеморфы и кинеморфемы. Кине «движение брови» (bbÙ) может быть аллокиничной по отношению к кине «покачивание головой» (hÙ), «движение руки» (/Ù) или по отношению к ударениям и т. д., объединяясь с ними в кинеморфы. Сочетания кинеморфем, в свою очередь, образуют комплексные кинеморфические конструкции. Таким образом, структура жестового кода сравнима со структурой словесного дискурса с его «звуками», «словами», «предложениями», «фразами» и даже «абзацами» (движения бровей могут означать сомнение, вопрос, требование и т. п.). Где же начинаются различия между словесной речью и жестовостью? В кинесическом кругообороте внимание Бердвистела привлекли прежде всего следующие два типа явлений. Явления первого типа имеют место как при словесной, так и несловесной коммуникации и носят название макрокинесических данных. Макрокинесика изучает структурные элементы комплексных кинеморфических структур, то есть те формы жестового кода, которые сравнимы со словами, предложениями, фразами и абзацами. Явления второго типа связаны исключительно с потоком речи и называются супрасегментными кинеморфемами. Бердвистел считает, что легкие движения головы, мигание, сморщивание губ, подергивания подбородком и плечами, движения кистями рук образуют четырёхчастную кинесическую систему акцентуации. Супрасегментные кинеморфемы этой системы акцентуации выполняют функцию синтаксического типа: они маркируют особые сочетания прилагательных и существительных, наречий и слов, называющих действие, и даже участвуют в организации предложений или же связывают отдельные предложения во фразы со сложным синтаксическим строением. Супрасегментные кинеморфемы коннотируют следующие четыре вида ударений: главное ударение, второстепенное ударение, отсутствие ударения, потеря ударения. В последующих исследованиях был отмечен ещё один тип явлений, не обладающих структурными свойствами макрокинесических или супрасегментных элементов; их особенностью является то, что они связаны с конкретными классами конкретных лексических единиц. Элементы этого третьего уровня жестового кода, именуемые кинесическими маркерами, следует отличать от «жеста» в обычном смысле слова. Бердвистел уточняет, что «жест» представляет собой «связанный морф», а это значит, что жестовые формы лишены автономности и для их отождествления требуется учёт функции кинесического поведения, выступающего в роли инфикса, суффикса, префикса или трансфикса. Жесты представляют собой нечто вроде «трансфиксов», ибо они неотделимы от словесной коммуникации. Также и кинесические маркеры приобретают определённое значение, лишь вступая в связь с теми или иными произносимыми синтаксическими единицами с той, однако, разницей, что, в противоположность жестам, кинесические маркеры, так сказать, привязаны к конкретному фонетическому контексту. Как справедливо замечает Бердвистел, введение в анализ жестового кода понятия «кинесический маркер» представляет собой компромисс между двумя точками зрения; согласно первой из них, данный тип поведения определяется как макрокинесический, согласно второй, он наделяется супралингвистическим или супракинесическим статусом в рамках семиотической системы. Классификация кинесических маркеров производится в соответствии с теми классами лексических единиц, с которыми они вступают в связь, а это вновь ведет к признанию приоритетного положения лингвистических структур в построении жестового кода. Кинесические маркеры характеризуются четырьмя общими особенностями:
1. их артикуляторные свойства могут быть представлены в виде противопоставленных классов;
2. кинесические маркеры фигурируют в различном синтаксическом окружении (лексемы, с которыми они вступают в связь, принадлежат к разным синтаксическим классам);
3. имеются ситуационно обусловленные артикуляторные противопоставления (они позволяют уменьшить опасность смешения сигналов);
4. если различение единиц невозможно по артикуляторным признакам, оно происходит в зависимости от противопоставлений, представленных в синтаксическом окружении.

Таким образом, кинесический маркер можно определить как ряд противопоставлений различных типов поведения в конкретном контексте.

## Публикации
Книги
- Birdwhistell, R. L. (1952). Introduction to Kinesics: An Annotation System for Analysis of Body Motion and Gesture. Washington, DC: Department of State, Foreign Service Institute.
- Birdwhistell, R. L. (1970). Kinesics and Context: Essays on Body Motion Communication. Philadelphia: University of Pennsylvania Press.

Статьи
- Birdwhistell, R. L. (1956). Kinesic analysis of filmed behavior of children. In B. Schaffner (Ed.), Group Processes: Transactions of the second conference (pp. 141–144). New York: Josiah Macy, Jr. Foundation.
- Birdwhistell, R. L. (1959). Contribution of Linguistic-Kinesic Studies for the Understanding of Schizophrenia. In A. Auerback (Ed.), Schizophrenia (pp. 99–123). New York: Ronald Press.
- Birdwhistell, R, L. (1960). Implications of Recent Developments in Communication Research for Evolutionary Theory. In W. M. Austin (Ed.), Report of the Ninth Annual Round Table Meeting on Linguistics and Language Study (pp. 149–155). Washington, D.C.: Georgetown University Press.
- Birdwhistell, R. L. (1961). Paralanguage 25 Years After Sapir. In H. W. Brosin (Ed.), Lectures on Experimental Psychiatry (pp. 43–63). Pittsburgh: University of Pittsburgh Press.
- Birdwhistell, R. L. (1961). [Review of The First Five Minutes.] Archives of General Psychiatry, 5, 106—108.
- Birdwhistell, R. L. (1962). Critical Moments in the Psychiatric Interview. In T. T. Tourlentes (Ed.), Research Approaches to a Psychiatric Problem (pp. 179–188). New York: Grune and Stratton.
- Birdwhistell, R. L. (1968). Communication. International Encyclopedia of the Social Sciences, 8, 24-29.
- Birdwhistell, R. L. (1968). Kinesics. International Encyclopedia of the Social Sciences, 8, 379—385.
- Birdwhistell, R. L. (1968). [Comments on Edward Hall’s Proxemics.] Current Anthropology, 9(2-3), 95-96.
- Birdwhistell, R. L. (1971). Kinesics: Inter- and Intra-channel communication research. In J. Kristeva, J. Rey-Debove & D. J. Umiker (Eds.), Essays in semiotics/Essais de semiotique (pp. 527–546). The Hague: Mouton.
- Birdwhistell, R. L. (1971). Chapter 3: Body Motion, In N. A. McQuown (Ed.), The Natural History of an Interview (pp. 1–93). Microfilm Collection of Manuscripts on Cultural Anthropology, Fifteenth Series, Chicago: University of Chicago, Joseph Regenstein Library, Department of Photoduplication.
- Birdwhistell, R. L. (1971). Appendix 6: Sample Kinesic Transcription. In N. A. McQuown (Ed.), The Natural History of an Interview (pp. 1–29). Microfilm Collection of Manuscripts on Cultural Anthropology, Fifteenth Series. Chicago: University of Chicago, Joseph Regenstein Library, Department of Photoduplication.

Birdwhistell, R. L. (1974). The language of the body: The natural environment of words. In A. Silverstein (Ed.), Human communication(pp. 203–220). Hillsdale, NJ: Lawrence Erlbaum.
Birdwhistell, R. L. (1975). Background considerations of the study of the body as a medium of 'expression.' In J. Benthall & T. Polhemus (Eds.), The body as a medium of expression (pp. 34–58). New York: E. P. Dutton.
- Birdwhistell, R. L. (1977). Some Discussion of Ethnography, Theory, and Method, In J. Brockman (Ed.), About Bateson (pp. 101–141). New York: E. P. Dunon.
- Birdwhistell, R. L., C. F. Hockett, & N. A. McQuown. (1971). Chapter 6: Transcript, Transcription and Commentary. In N. A. McQuown (Ed,), The Natural History of an Interview [n, p,]. Microfilm Collection of Manuscripts on Cultural Anthropology, Fifteenth Series, Chicago: University of Chicago, Joseph Regenstein Library. Department of Photoduplication.